# Adozione dell'euro in Repubblica Ceca
     Zona euro
     UE appartenenti agli AEC II
     UE appartenenti agli AEC II con deroga
     UE non appartenenti agli AEC II
     Non UE che usano bilateralmente l'euro
     Non UE che usano unilateralmente l'euro
L'adozione dell'euro in Repubblica Ceca è il percorso che la Repubblica Ceca ha intrapreso per adottare l'euro.
Il paese è membro dell'Unione europea dal 1º maggio 2004 ed attualmente usa una sua valuta nazionale, la corona ceca, non avendo completato l'ingresso nella zona euro.

## Storia
Inizialmente la Repubblica Ceca aveva l'intenzione di adottare l'euro come moneta nazionale nel 2010. In seguito la data fu posticipata al 2012 per il forte deficit del Paese. Nel 2007 il Ministro delle Finanze della Repubblica Ceca posticipò la data al 2012-2013. La data è slittata poi ulteriormente al 2015 con il governo guidato dal premier Mirek Topolánek, mentre già il Governatore della Banca centrale Zdeněk Tůma parlava del 2019 come data più realistica.
Con la crisi del debito sovrano europeo la maggioranza degli esponenti politici si sono portati su una linea attendista. Ad ottobre 2011 il Primo ministro Petr Nečas dichiarò le condizioni che governano l'eurozona erano significativamente cambiate da quando fu ratificato il trattato di adesione, per cui riteneva che i cechi dovessero essere nelle condizioni di confermare tramite un referendum l'accesso all'eurozona, referendum a cui il partito di coalizione di maggioranza, il TOP 09, dissentiva sull'opportunità di indizione.
Miloš Zeman, eletto Presidente della Repubblica Ceca nel gennaio 2013, pur supportando l'adesione dell'euro, ha invocato comunque un referendum per la decisione. Inoltre, poco dopo essersi insediato nel marzo 2013, Zeman ha ipotizzato che la Repubblica Ceca non sarà pronta per l'adesione per 5 anni  come minimo.
Superato il periodo più intenso della crisi del debito sovrano, è ripartito un tiepido dibattito politico, incentrato soprattutto sulle convenienze dal punto di vista degli scambi commerciali con la Germania e con l'Austria, anche in raffronto con la vicina Slovacchia, la quale invece adottò l'euro nel 2009 per continuare a crescere più della Repubblica Ceca.
Nel gennaio 2014, dopo l'insediamento del nuovo governo, il ministro degli esteri Lubomír Zaorálek ha dichiarato che il paese dovrebbe entrare nell'eurozona il prima possibile.

## Consenso pubblico
Già prima della crisi del debito sovrano europeo una rilevante parte della popolazione non vedeva di buon occhio l'abbandono della moneta nazionale e l'elettorato ceco era diviso in due fazioni i cui contrari erano di poco prevalenti. Con l'avanzamento della crisi europea la grande maggioranza della popolazione si è orientata contro il progetto della moneta unica.
| Date                 | Favorevole | Contrario | Senza opinione | N. Persone intervistate | Istituto di sondaggio |
| -------------------- | ---------- | --------- | -------------- | ----------------------- | --------------------- |
| Dicembre 2005        | 44 %       | 56 %      | -              | 1245                    | Stega                 |
| Giugno 2006          | 46 %       | 54 %      | -              | 1245                    | Stega                 |
| Novembre 2006        | 47 %       | 53 %      | -              | 1245                    | Stega                 |
| 17-21 settembre 2007 | 36,7 %     | 44,1 %    | 19,1 %         | 1001                    | Eurobarometer         |
| 5-9 maggio 2008      | 36,3 %     | 46 %      | 17,7 %         | 1000                    | Eurobarometer         |
| 5-9 maggio 2009      | 48,1 %     | 39,2 %    | 12,7 %         | 1001                    | Eurobarometer         |
| 21-25 settembre 2009 | 32,6 %     | 51,8 %    | 15,7 %         | 1001                    | Eurobarometer         |
| 17-21 maggio 2010    | 38,2 %     | 52,9 %    | 8,9 %          | 1005                    | Eurobarometer         |
| 20-24 settembre 2010 | 34,4 %     | 59 %      | 6,6 %          | 1000                    | Eurobarometer         |
| Settembre 2010       | 30 %       | 70 %      | -              | 1245                    | Stega                 |
| Gennaio 2011         | 22 %       | 78 %      | -              | 1245                    | Stega                 |
| Maggio 2011          | 23,8 %     | 66,9 %    | 9,3 %          | 1012                    | Eurobarometer         |
| Aprile 2014          | 16%        | 77%       | 7 %            | 1000                    | Eurobarometer         |
| Aprile 2015          | 29%        | 70%       | 1 %            | 1000                    | Eurobarometer         |
| Aprile 2016          | 29%        | 70%       | 1 %            | 1000                    |                       |

Sempre durante le rilevazioni dell'Eurobarometro, alla domanda  "Lei pensa che l'introduzione dell'euro avrà conseguenze positive o negative per la Repubblica Ceca?" gli intervistati hanno risposto nel corso degli anni:
| Anno | Mese      | Conseguenze positive | Conseguenze negative | Non sa/non risponde |
| ---- | --------- | -------------------- | -------------------- | ------------------- |
| 2004 | settembre | 45%                  | 42%                  | 13%                 |
| 2005 | settembre | 35%                  | 47%                  | 8%                  |
| 2006 | settembre | 45%                  | 41%                  | 14%                 |
| 2007 | aprile    | 47%                  | 41%                  | 12%                 |
| 2008 | maggio    | 45%                  | 44%                  | 9%                  |
| 2009 | maggio    | 51%                  | 40%                  | 9%                  |
| 2010 | maggio    | 39%                  | 55%                  | 6%                  |
| 2011 | maggio    | 26%                  | 67%                  | 7%                  |
| 2012 | aprile    | 18%                  | 77%                  | 5%                  |
| 2013 | aprile    | 23%                  | 72%                  | 5%                  |
| 2014 | aprile    | 26%                  | 69%                  | 5%                  |
| 2015 | aprile    | 26%                  | 70%                  | 4%                  |
| 2016 | aprile    | 30%                  | 66%                  | 4%                  |

## Criteri di convergenza

### Requisiti economici
L'evoluzione storica dei parametri di Maastricht, il cui rispetto è condizione necessaria all'adozione dell'euro, è riassunta nella tabella seguente, secondo i rapporti di convergenza della Banca centrale europea del 2012, 2013, 2014, 2016, 2017 e 2018:
|                                                             | Report di convergenza Repubblica Ceca | Report di convergenza Repubblica Ceca | Report di convergenza Repubblica Ceca | Report di convergenza Repubblica Ceca | Report di convergenza Repubblica Ceca | Report di convergenza Repubblica Ceca |
|                                                             | Inflazione                            | Finanze pubbliche                     | Finanze pubbliche                     | Membro del AEC II                     | Tasso di cambio                       | Tasso d'interesse a lungo termine     |
| Deficit pubblico annuale sul PIL                            | Inflazione                            | Debito pubblico/PIL                   |                                       | Membro del AEC II                     | Tasso di cambio                       | Tasso d'interesse a lungo termine     |
| ----------------------------------------------------------- | ------------------------------------- | ------------------------------------- | ------------------------------------- | ------------------------------------- | ------------------------------------- | ------------------------------------- |
| Report ECB                                                  | max 1,0 %                             | max 3 %                               | max 60 %                              | min 2 anni                            | max. ±15 %                            | max 5,5%(2012) - 6,2%(2013)           |
| anno 2012                                                   | 2,7 %                                 | 3,1 %                                 | 41,4 %                                | non ancora membro                     | -2,7 %                                | 3,54 %                                |
| anno 2013                                                   | 2,8 %                                 | 4,4 %                                 | 46,2 %                                | non ancora membro                     | -2,3 %                                | 2,30 %                                |
| anno 2014                                                   | 0,9 %                                 | 1,5 %                                 | 46,0 %                                | non ancora membro                     | -3,3 %                                | 2,21 %                                |
| anno 2016                                                   | 0,6 %                                 | 0,7 %                                 | 36,8 %                                | non ancora membro                     | 0,9 %                                 | 0,4 %                                 |
| anno 2017                                                   | 2,4 %                                 | 1,6 %                                 | 34,6 %                                | non ancora membro                     | 2,6 %                                 | 1,0 %                                 |
| anno 2018                                                   | 2,2 %                                 | 1,4 %                                 | 32,7 %                                | non ancora membro                     | 3,5 %                                 | 1,3 %                                 |
| Legenda : - Criterio soddisfatto - Criterio non-soddisfatto |                                       |                                       |                                       |                                       |                                       |                                       |

## Faccia nazionale
È stata presa in considerazione l'intenzione di indire un concorso per la scelta della faccia nazionale per le future monete, ma tuttora tale concorso non si è svolto e i disegni nazionali di tali monete non ancora stati definiti.